# Józef Wancer
Józef (Joseph) Wancer (ur. 26 maja 1942 w Republice Komi) – polski ekonomista, menedżer i bankowiec.

## Życiorys
Urodził się w łagrze w Republice Komi. Jego siostrą była Barbara Borys-Damięcka. Jego rodzina powróciła do Polski w 1946 i zamieszkała w Bielawie. Następnie przeprowadziła się do Warszawy. Złożył egzamin maturalny w XIV Liceum Ogólnokształcącym im. Klementa Gottwalda, po czym wyjechał do Stanów Zjednoczonych, gdzie uzyskał następnie amerykańskie obywatelstwo.
Początkowo był pracownikiem fizycznym (m.in. w ślusarni) w Nowym Jorku, następnie został zatrudniony w lokalnym oddziale Citibanku. Ukończył studia ekonomiczne w City College of New York, kształcił się też na Webster Vienna Private University. Przez ponad 20 lat pracował w Citibanku na różnych stanowiskach, m.in. pełniąc kierownicze funkcje w jednostkach Citibanku w Japonii, Austrii, Wielkiej Brytanii i Francji.
Na początku lat 90. wrócił do Polski, zajął się działalnością menedżerską i konsultingową. Był m.in. członkiem rady nadzorczej Powszechnego Banku Kredytowego (1991–1994), dyrektorem generalnym firmy Legler Polonia (1993–1994), wiceprezesem (1995–1996) i prezesem (1996–2000) banku Raiffeisen Centrobank w Warszawie. W 2000 został prezesem zarządu Banku BPH. W 2010 ogłosił o swym przejściu na emeryturę, w tymże roku został doradcą zarządu Deloitte w Polsce, którym był do 2013. W 2011 wszedł w skład rady nadzorczej Alior Banku, zasiadał w niej do 2013, pełniąc funkcję wiceprzewodniczącego tego gremium. Od 2013 do 2015 zajmował stanowisko prezesa zarządu Banku Gospodarki Żywnościowej, po fuzji z BNP Paribas Bank Polska w 2015 pełnił funkcję prezesa zarządu połączonego banku o nazwie BGŻ BNP Paribas Bank Polska. Był następnie przewodniczącym rady nadzorczej tej instytucji, po czym w 2021 został jej honorowym przewodniczącym.
Obejmował funkcje członka rady i przewodniczącego komisji finansowej Fundacji Auschwitz-Birkenau, przewodniczącego rady dyrektorów Amerykańskiej Izby Handlowej w Polsce, członka rady Business Centre Club oraz członka kapituły Nagrody Gospodarczej Prezydenta RP. Autor książki autobiograficznej My Way. Wspomnienia wydanej w 2021 nakładem wydawnictwa Czuły Barbarzyńca Press.

## Odznaczenia i wyróżnienia
- Krzyż Oficerski Orderu Odrodzenia Polski (2024)[10]
- Krzyż Kawalerski Orderu Odrodzenia Polski (2011)[11]
- Złoty Krzyż Zasługi (2005)[12]
- Odznaka honorowa „Za zasługi dla bankowości Rzeczypospolitej Polskiej” (2006)[13]
- Medal Solidarności Społecznej (2007)[14]
- Medal im. dr. Henryka Jordana (2008)[15]
- Medal Mikołaja Kopernika Związku Banków Polskich (2016)[16]